# 及川崇治
及川 崇治（おいかわ たかはる、1981年8月17日 - ）は、日本の俳優。
現在は株式会社音ノ屋と演劇集団ふれる〜じゅに所属。
主に舞台で活躍中。殺陣・アクションを得意としている他、作品によりダンスやアクロバットも行うなど幅広く活動している。

## 特色
- 2006年4月に演劇集団ふれる〜じゅへ入団。舞台を中心に活動中である。映像・アクション・音楽イベント等活動の幅を広げている。

## 人物
- 趣味はゲーム、漫画、映画・海外ドラマ・アニメ鑑賞。

- 特技は殺陣、アクション、アクロバット。最初は「めちゃイケ」を見てダンスを覚えたのがきっかけ。

- 劇中での華麗な殺陣やアクションに定評がある。役者としてだけでなく、殺陣補助やアクションアシスタントなども数多くの作品で携わっている。

- 好きな映画は「バック・トゥ・ザ・ フューチャー」「ワンス・アポン・ア・タイム・イン・チャイナ」「処刑人」「探偵はBARにいる」

- 好きな漫画は「ジョジョの奇妙な冒険」「ONE PIECE」「名探偵コナン」など数多くある。新撰組などの時代物も好む。

- 2020年に緊急事態宣言が発令され、何か出来ることはないかとTwitterにてアクションでコロナをぶっ倒せという「#コロナクション」とタグを作ってアクション仲間と繋がった。

## 出演

### 舞台
2004年
- emoTion Vol.1 (2004年11月5日 風姿花伝) - ダンス・アクロバット

2005年
- emoTion Vol.2 (2005年5月19日～22日 風姿花伝) - ダンス・アクロバット

- 演劇集団ふれる～じゅ 企画公演『硝子の標的』 (2005年6月30日～7月3日 新宿スペース107) - 立ち回り

- ZONE FESTIVAL 10th anniversury『昇龍演舞』 (2005年8月20日～28日 シアターサンモール)

- 『PAL2005-舞台にかける夢』 (2005年9月10日 アミューズメント佐渡) - ダンス・アクロバット

- ロリータ男爵 10周年アニバーサリー本公演『信長の素』 (2005年10月20日～24日 吉祥寺シアター)

- 若林美津枝 新潟公演『舞台にかける夢』 (2005年12月17日 新潟市民プラザ) - ダンス・アクロバット

2006年
- THE SCAR-FACE『FRAGMENT』 (2006年3月15日～19日 シアターVアカサカ)

- studio PAL The 20th Anniversury『舞台にかける情熱』 (2006年9月9日～10日 アミューズメント佐渡) - ダンス・アクロバット

- studio PAL 創立20周年記念公演『舞台にかける情熱』 (2006年9月18日 新潟県民会館大ホール) - ダンス・アクロバット

- 演劇集団ふれる～じゅ 本公演『Ein Arzt』 (2006年12月20日～24日 シアターVアカサカ)

2007年
- emoTion Vol.3 (2007年2月11日～12日 野方区民ホール) - ダンス

- 演劇集団ふれる～じゅ ROOKIES THEATER vol.5『名医先生』 (2007年3月1日～4日 千本桜ホール) - 主演

- 佐渡・台湾文化親善交流公演会 (2007年3月17日 佐渡アミューズメントホール) - ダンス

- 佐渡・台湾文化親善交流公演 日本・佐渡若林芸術舞踏団 (2007年3月21日～29日) - ダンス

- 演劇集団ふれる～じゅ 本公演『BLUESTONE』 (2007年5月16日～20日 シアターVアカサカ)

- 演劇集団ふれる～じゅ ROOKIES THEATER vol.6 『トランス ver.2』 (2007年8月9日～12日 江古田 ストアハウス) - 立原正人役

- THE SCAR-FACE『ABODEMENT』 (2007年10月11日～14日 新井薬師ウエストエンドスタジオ)

2008年
- 演劇集団ふれる～じゅ 本公演『Cherish』 (2008年3月6日～11日 新井薬師ウエストエンドスタジオ)

- 演劇集団ふれる～じゅ Presens オンリーワン提携公演『白無垢の鬼』 (2008年6月12日～15日 東演パラータ) - 立ち回り

- 演劇集団ふれる～じゅ アクションユニット企画 Various project『侍、折れ刀』 (2008年8月15日～17日 東演パラータ) - 主催/出演

2009年
- 演劇集団ふれる～じゅ 本公演『Adopted Land』 (2009年1月21日～25日 シアターグリーン)

- project H.A.L.F vol.1 『マユツバモノ 眉唾人』 (2009年8月5日～9日 千本桜ホール)

2010年
- 演劇集団ふれる～じゅ 本公演『Virtual Age～壊れていくこの世界で』 (2010年4月21日～25日 高円寺明石スタジオ)

- project H.A.L.F vol.2『ナラズモノ 破落戸人』 (2010年7月28日～8月1日 千本桜ホール)

- 原えりこプロデュース『新白無垢の鬼』 (2010年8月11日～15日 下落合 俳協TACCS1179) - 殺陣指導.立ち回り

- 演劇集団ふれる～じゅ 本公演『Branch Forth from-BLUESTONE-』 (2010年12月9日～12日 東演パラータ) [1]

2011年
- ジャンベル・シアター 2011冬公演『悟らずの空』 (2011年2月10日～14日 シアターグリーン) [2]

- 吉本喜劇『笑いの城～家族が一つになるとき～』 (2011年8月1日～4日 品川よしもとプリンスシアター) [3]

- 演劇集団ふれる～じゅ 20周年記念公演本公演『TRY ANGLE-トライアングル-』 (2011年9月6日〜11日 東京両国 シアターΧ) [4]

- TEAM3 entertainment『TRIVET～丑三つ時に笛が哭く頃～』 (2011年11月18日～20日 アトリエフォンテーヌ)

2012年
- グワィニャオン 10周年特別番外公演『池田屋・裏 2012』 (2012年3月23日～27日 天王洲銀河劇場) [5]

- 演劇集団ふれる～じゅ 本公演『Latent-レイテント-』 (2012年9月12日～16日 東京両国 シアターΧ) [6]

- project H.A.L.F vol.3『イツツノオクリモノ ー遠逝人ー』 (2012年10月24日～28日 千本桜ホール)

- グワィニャオン 年の瀬特別公演 ハグワィベル・シアターPART1『生きてるうちが華なのよ。』 (2012年12月12日～16日 大塚 萬劇場) [7]

2013年
- ジャンベル・シアター 2013年春公演『天満月のネコ』 (2013年3月27日～31日 大塚 萬劇場) - メモリー 役 [8]

- 劇団EASTONES『忍者桃丸伝～そのNINJA多少難あり～』 (2013年6月4日～9日 中野 ザ・ポケット) [9]

- ジャンベル・シアター 2013年ギャラリー公演初夏『おとぎ夜話-終(つひ)-』 (2013年6月29日～7月7日 ART SPOT LADO)

- 『銀河英雄伝説 初陣～もうひとつの敵～』 (2013年8月1日～6日 日本青年館大ホール) [10]

- ピカイチ殺人事件2 (2013年9月24日)

- 藤原浩デビュー20周年記念リサイタルコンサート (2013年9月30日 杉並公会堂)

- ピカイチ殺人事件2(再演) (2013年12月7日)

2014年
- 『銀河英雄伝説 第四章 後篇 激突』 (2014年2月12日～3月2日 青山劇場) [11]

- 演劇集団ふれる～じゅ presents 『名医先生 ―a good doctor―』 (2014年5月19日〜20日 高円寺 明石スタジオ) - 主演

- 演劇集団ふれる～じゅ 本公演『Aster tataricus ～目蓋の裏に拡がるセカイ～』 (2014年9月10日〜15日 両国 シアターΧ) - 主演 [12]

- 演劇企画ハッピー圏外 第21回公演『ぼくたちの学校』 (2014年11月19日～24日 下落合TACCS1179)[13]

2015年
- 劇団EASTONES 公演第10弾『猟犬は少し哀しい～A HoundDogs Blues～ 』 (2015年2月24日～3月1日 中野 ザ・ポケット) [14]

- ダウン症のある方々と共に創るプロジェクト sweet factory 第一回演劇公演『継承～the succession～』 (2015年7月29～8月2日 中野テアトルBONBON) [15]

- 美内すずえ×ガラスの仮面劇場『女海賊ビアンカ』 (2015年9月9日～13日 AiiA 2.5 Theater Tokyo) [16]

- Team ACT『警視庁鈴鳴署刑事課！』 (2015年11月13日～15日) [17]

- グワィニャオン 15周年前倒し公演 『ほたえな 胸中が猿』 (2015年12月16日～20日 萬劇場) - 高松太郎 役 [18]

2016年
- TEAM3 entertainment『輝夜ものがたり Story Behind the Birth OF 竹取物語』 (2016年1月27日～31日 シアター風姿花伝)

- 音ノ屋 presents D.W.P『ようこそ!矢名坂英雄学園へ RE:plus』 (2016年2月9日～10日 APOCシアター)

- 音ノ屋 presents D.W.P vol.3 『Usual Fortunes.B』 (2016年6月6日〜7日 APOCシアター)

- ダウン症のある方々と共に創るプロジェクト sweet factory 第三回 演劇公演『継承～the succession～』 (2016年7月21日〜24日 中野 ザ・ポケット) [19]

- 演劇集団ふれる〜じゅ 25周年記念本公演『あいおい時計-その先にあるミライ-』 (2016年9月14日〜18日 シアターΧ) [20]

- 戦国御伽絵巻『ソロリ』～妖刀村正の巻～　　(2016年11月2日～6日 シアターサンモール) - キカザル 役 [21]

- グワィニャオン 15周年二本立て公演『みどりのおばさん現る メランコリー白書』『マイセブン』 (2016年11月30日〜12月4日 萬劇場) - ゼット 役 / ミキヤ 役 [22]

2017年
- 『紅き谷のサクラ～幕末幻想伝 新選組零番隊～』 (2017年 1月12日～15日 天王洲銀河劇場) [23]

- 『BRAVE10』 (2017年6月28日～7月2日 全労災ホール／スペース・ゼロ) [24]

- 戦国御伽絵巻『ヒデヨシ』 (2017年8月5日～13日 紀伊国屋ホール) - キカザル 役 [25]

- 演劇集団ふれる〜じゅ 本公演『きみのたそがれ、僕等ノ茜雲』 (2017年9月26日〜30日 渋谷 SHIDAX CULTURE HALL) [26]

- ZERO BEAT.『野良犬達のBALLAD』 (2017年10月12日～15日 ブディストホール) [27]

- グワィニャオン 2017年師走公演『池田屋裏２炎上』 (2017年12月13日〜17日 萬劇場) - 沖田総司 役 [28]

2018年
- 演激集団INDIGO PLANTS 第8回公演『黒の仁風』 (2018年1月10日～14日 中野 ザ・ポケット) [29]

- 『アンフェアな月』 (2018年2月22日～3月4日 天王洲銀河劇場) [30]

- 『BRAVE10～燭～』 (2018年7月26日～29日 なかのZERO大ホール ) - 鬼庭綱元 役 等 [31]

- 『SaGa THE STAGE 〜七英雄の帰還〜』 (埼玉 2018年9月21日 戸田市文化会館/ 東京 2018年10月2日～8日 シアター1010/ 大阪 2018年10月17日〜21日 サンケイホールブリーゼ) - 詩人 役 等 [32]
- 第二回『二代目左門左兵衛りさいたる』 (2018年11月6日 東京三宅坂 国立劇場小劇場) [33]

- グワィニャオン 平成最後の公演『六月の斬る』 (2018年11月28日～12月2日 萬劇場) - イェン・ロン 役 [34]

2019年
- 音楽活劇『SHIRANAMI』 (2019年1月11日〜29日 新国立劇場 ) [35]

- 舞台『DEVIL MAY CRY ー THE LIVE HACKER ー』 (2019年3月1日〜10日 ZeppDiverCity(TOKYO)) [36]

- 『歌劇派ステージ ダメプリ ダメ王子VS偽物王子』 (2019年5月17日〜23日 よみうり大手町ホール) [37]

- 『アンフェアな月』第2弾～刑事 雪平夏見シリーズ～「殺してもいい命」 (2019年6月21日〜30日 サンシャイン劇場) [38]

- Cosotto mix vol.2『怪談 短編3作品』1話「六部殺し」 (2019年7月6日〜7日 曹洞宗正洞院)

- RHYTHM COLLECTION プロデュース公演 ダンスアクションミュージカル『やさしい悪魔』 (2019年8月28日～9月1日 品川六行会ホール) - 船長 役 [39]

- 演劇集団ふれる〜じゅ 本公演『心覚輪舞 −その先にあるミライ−』 (2019年9月19日〜23日 シアターΧ) [40]

- ZERO Frontier プロデュース公演 『花隠想華』 (2019年10月9日〜14日 萬劇場) - 白沢 役 [41]

- Joy!Joy!エンタメ新喜劇 (2019年11月3日 ルミネtheよしもと) [42]

- グワィニャオン 第40回記念公演『Dear…私様』 (2019年11月27日〜12月1日 シアターグリーン) - AD 役 [43]

2020年
- 『最遊記歌劇伝－Oasis－』 (2020年2月2日〜9日 紀伊國屋サザンシアターTAKASHIMAYA) [44]

- 10・Quatre vol.13『長雨と伽藍』 (2020年4月8日〜12日 中野 ザ・ポケット)  (全公演中止)

- 『BRAVE10〜昇焉〜』 (2020年9月19日〜27日 ところざわサクラタウン ジャパンパビリオン・ホールA) [45]

2021年
- 舞台『刀剣乱舞』天伝 蒼空の兵 -大坂冬の陣- (2021年1月10日〜3月28日 IHIステージアラウンド東京)  [46]

- 『WORLD』～Change The Sky〜 (2021年6月27日〜7月4日 なかのZERO 大ホール) [47]

- 劇団わ 本公演『バック･トゥ･ザ･君の笑顔〜ロボットって笑うっけ？～』 (2021年9月8日〜12日 中目黒キンケロシアター)  (全公演中止) [48]

- 2.5次元ダンスライブ「S.Q.S Episode 7『斬心 -千五百秋の朝に。-』」 (2021年12月2日〜12日 ヒューリックホール東京) [49]

- FUSION WALL×刀屋壱『時空武伝 -SAMURAI FUTURE-』東京公演 (2021年12月27日〜28日 ヒューリックホール東京) [50]

2022年
- 舞台『COLOR CROW 蒼霧之翼』 (2022年3月12日〜21日 シアターサンモール) [51]

- 演劇集団ふれる〜じゅ 30周年記念本公演『刹那ノ相承 -其の先に在る未来-』 (2022年5月4日〜8日 シアターΧ) - 主演・龍之介 役 [52]

- 舞台『殺人の告白』 (2022年6月17日〜26日 サンシャイン劇場) - チェ・ミンジュン 役 [53]

- REAL RPG STAGE『ETERNAL2』-荒野に燃ゆる正義- (2022年7月30日〜8月4日 東京ガーデンシアター)  [54]

- 舞台『WORLD〜Run for the Sun～』 (2022年9月3日〜11日 こくみん共済coopホール／スペース・ゼロ) [55]

- 舞台『COLOR CROW 神緑之翼』 (2022年10月20日〜25日 紀伊國屋サザンシアターTAKASHIMAYA) [56]

- 舞台『Wizards Storia -cadere-』 (2022年12月22日〜26日 埼玉県 羽生市産業文化ホール 小ホール) [57]

2023年
- 舞台『トムラウシ』 (2023年2月4日〜12日 自由劇場) - 三好克哉 役 [58]

- ねことユリイカ 第一回公演『雪古森の春』 (2023年4月26日〜30日 オメガ東京) ※日替わりゲスト 27日のみ出演 [59] [60]

- 舞台『COLOR CROW 黑韻之翼』 (2023年5月4日〜13日 シアター1010) [61]

- 日生劇場開場60周年記念 音楽劇『精霊の守り人』 (2023年7月29日〜8月6日 日生劇場 / 2023年8月13日 枚方市総合文化芸術センター 関西医大大ホール / 2023年8月31日 サントミューゼ(上田市交流文化芸術センター) / 2023年9月3日 新潟県民会館 大ホール / 2023年9月6日 柏崎市文化会館アルフォーレ / 2023年9月9日 千葉県東総文化会館 大ホール / 2023年9月13〜15日 札幌文化芸術劇場 hitaru / 2023年9月20〜21日 NHK大阪ホール / 2023年9月28日 市民会館シアーズ ホーム夢ホール / 2023年10月1日 シンフォニア岩国 コンサートホール) - ヒョク 役 [62]

- ミュージカル『東京リベンジャーズ』 (2023年11月24〜26日 天王洲 銀河劇場 / 12月1〜3日 メルパルクホール大阪) [63]

2024年
- 『SaGa THE STAGE ～再生の絆～』 (東京 2024年2月22日～25日 サンシャイン劇場 / 大阪 2024年2月29日〜3月3日 サンケイホールブリーゼ) - ジェラール 役・他 [64] [65]

- 10・Quatre vol.17『昏の将星 朱の罪人』 (2024年4月3日〜7日 中野 ザ・ポケット) - 百司雷蔵 役 [66] [67]

- 舞台『リコリス・リコイル』Life won’t wait. (2024年6月7日〜16日 東京ドームシティ シアターGロッソ) - 米岡(喫茶リコリコ常連客)・通行人・ウォールナット・真島の手下・テロリスト 役・他  [68] [69]

- 『戦国妖狐 THE STAGE 世直し姉弟編』　(2024年9月27日〜10月4日 シアター1010) [70]

2025年
- 松竹130周年新橋演舞場100周年『浪人街』　(東京 2025年2月20日〜3月16日 新橋演舞場 / 名古屋 3月21日〜28日 御園座 / 京都 4月2日〜10日 南座) - 家臣・男 役 [71]

- WBB vol.26『サムライモード』(東京 2025年6月4日～9日 紀伊國屋サザンシアター TAKASHIMAYA / 神戸 2025年6月13日～15日 AiiA 2.5 Theater Kobe) [72]

### イベント
2004年
- かっぽれ祭(櫻川ぴん助家元継承20周年記念) (2004年6月26日 浅草公会堂)

2012年
- ジャンプフェスタ2013 バンダイナムコゲームス PRショー (2012年12月22日～23日 幕張メッセ)

2013年
- 私立恵比寿中学年忘れ大学学芸会2013 ｢エビ中のスター･コンダクター｣ (2013年12月8日 さいたまスーパーアリーナ)

2014年
- バンダイナムコ PRショー(2014年)

- ジャンプフェスタ2015 バンダイナムコゲームス PRショー (2014年12月20日～21日 幕張メッセ)

2015年
- 2015川越コレクション「Shere the LOVE」 (2015年10月11日) -パフォーマー

2019年
- ジャンプフェスタ2020 バンダイナムコエンターテインメントブースPRショー (2019年12月21日～22日 幕張メッセ)

2023年
- 「日本の演劇」未来プロジェクト2023 地域連携企画アートキャラバンサテライト『東北六県武者修行』みちのく演劇キャラバン 〜スタッフワーク入門の道〜 【福島県】映像 (2023年12月28日 いわきPIT)

### 映像
2004年
- TV(TBS)『爆笑問題のバク天!』 (2004年)

2005年
- 『RAY-レイ-Vol.1 Cold Blood 』 (2005年11月25日) - 吹き替え

2007年
- 『無認可保育園 歌舞伎町 ひよこ組』 (2007年10月1日)

2011年
- 『ゴーカイジャー ゴセイジャー スーパー戦隊199ヒーロー大決戦』(2011年6月11日公開)

2013年
- 『夢であいましょう』 (2013年8月23日 NHK)

2014年
- 『戦力外捜査官』 最終話 (2014年3月15日 日本テレビ)

2015年
- 映画『キオリ』 The komoto dact 古本監督・珠玉の最新作 (2015年5月4日公開)

2016年
- 映画『ピカゼロ』上映team ACT 市野龍一監督(2016年6月19日)

- 映画『True Dance』 吉岡徹監督 (2016年8月19日公開)

2017年
- 『中年スーパーマン左江内氏』最終話 (2017年3月18日 日本テレビ)

- カメレオ『生きづLIFE!!』MV出演　(2017年3月22日)

2018年
- 映画『銀魂2 掟は破るためにこそある』出演(2018年8月17日公開)

- CM　日本橋高島屋 S.C. イメージムービー(2018年8月22日〜2018年12月末)

2021年
- 神酒龍一監督作品　和装侍系音楽集団 M.Y.S.T『A.P.D.V』ミュージックビデオ (2021年1月公開)

- 配信作品『暴力無双-サブリミナル・ウォー-』(2021年1月24日公開)

- 広島殺陣フェス2021公開作品 ショートムービー『忍衆羅刹-禁忌巻物争奪戦の段-』(2021年10月7日)

- MY RØDE REEL 2021 出展 田中稔彦監督作品『show must go on』(2021年10月16日YouTube公開) - 弥助(俳優2)役 [73]

- BS時代劇『剣樹抄〜光圀公と俺〜』第3話・第5話(2021年11月19日、12月3日 NHK BSプレミアム)

2022年
- 映画『MANKAI MOVIE『A3!』AUTUMN & WINTER』(2022年3月4日公開)

- 劇場版 舞台『刀剣乱舞』天伝 蒼空の兵 -大坂冬の陣- (2022年4月1日公開)

- BS時代劇『善人長屋』第7話〜最終話(2022年8月19日〜8月26日 NHK BSプレミアム)

- 映画『COLOR CROW-緋彩之翼–』（2022年9月23日公開）

2023年
- DVD「浅井星光『鞭の空手』」（2023年2月28日発売）- 出演・指導協力

- 英語字幕版「浅井星光『鞭の空手』」（2023年5月3日発売）- 出演、指導協力(Vimeoにて海外でのみ販売) [74]

- 忍衆羅刹ムービー第二弾『忍衆羅刹-地獄峠の古髏隊の段-』(2023年11月末クラウドファンディングリターン商品としてDVD発送 / 2024年3月1日DVD一般販売開始) [75][76]

- 映画『首』(2023年11月23日公開)

2024年
- 仲原ちえ芸歴10年プロジェクト上映会 アクション短編映画(2024年8月12日上映会内限定公開) [77]

- 『TOUGH ACT show reel 2024』(2024年8月24日YouTube公開) [78]

## 殺陣・アクション振付・アシスタント等

### 舞台
2018年
- グワィニャオン平成最後の公演『六月の斬る』（2018年11月28日～12月2日 萬劇場）- 殺陣

2019年
- 舞台『銀河英雄伝説-die neue these the stage-第二章それぞれの星』（2019年5月30日〜6月2日 Zepp DiverCity TOKYO）- アクション指導

- グワィニャオン第４０回記念公演『Ｄｅａｒ...私様』（2019年11月27日〜12月1日 シアターグリーン）- 殺陣

2021年
- 真Ninja Illusion LIVE The REAL 〜正義忍者vsゾンビ忍者〜 (2021年7月3日〜8月21日 浅草九劇) - 殺陣指導[79]

- 演劇集団ふれる〜じゅ30周年記念本公演プレ.ステージ『刹那ノ相承 -死者と天女・始の物語-』(2021年9月25～26日 シアターΧ) - 殺陣師

- MANKAI STAGE『A3!』Troupe LIVE～SUMMER 2021～ (2021年10月26日〜31日 KAAT神奈川芸術劇場 ホール) - アクションアシスタント

2022年
- 舞台『アサルトリリィ・御台場女学校-The Empathy Phenomenon-』(2022年2月17日〜28日 紀伊國屋サザンシアター TAKASHIMYA) - アクションアシスタント [80]

- 舞台『COLOR CROW 神緑之翼』（2022年10月20日〜25日 紀伊國屋サザンシアターTAKASHIMAYA）- 殺陣補助

2023年
- 舞台『アサルトリリィ・御台場女学校-The Battle to Overcome-』(2023年2月3日〜11日 スペース・ゼロ) - アクションアシスタント [81]

- 舞台『トムラウシ』 (2023年2月4日〜12日 自由劇場) - 殺陣助手

- 特殊ミステリー歌劇『心霊探偵八雲』-思考のバイアス-（2023年3月2日〜21日　Mixalive TOKYO Theater Mixa）- アクションサポート [82][83]

- 梅棒 16th showdown『曇天ガエシ』（東京公演 2023年3月10日〜12日 なかのZERO大ホール / 東京公演 2023年3月16日〜22日 新国立劇場中劇場 / 大阪公演 2023年3月31日〜4月2日 森ノ宮ピロティホール / 愛知公演 2023年4月8日〜9日 日本特殊陶業市民会館ビレッジホール）- アクション指導 [84]

- 舞台『アサルトリリィ・イルマ女子美術高校編-The Gleam of Dawn -』(2023年4月13日〜19日 かめありリリオホール) - アクションアシスタント [85]

- 舞台『COLOR CROW 黑韻之翼』 (2023年5月4日〜13日 シアター1010) - 殺陣補助

- 朗読劇まほいく第2弾 魔法少女育成計画『スノーホワイト育成計画』 (2023年10月14〜15日 飛行船シアター) - 殺陣師 [86]

2024年
- 舞台『アサルトリリィ・御台場女学校-The Snowdrop-』(2024年8月1日〜11日 紀伊国屋サザンシアター TAKASHIMAYA) - アクションアシスタント [87]

- ミュージカル『DREAM!ing～White Maze～』 (2024年12月14日〜22日 飛行船シアター) - アクションアシスタント [88]

2025年
- 松竹130周年新橋演舞場100周年『浪人街』　(東京 2025年2月20日〜3月16日 新橋演舞場 / 名古屋 3月21日〜28日 御園座 / 京都 4月2日〜10日 南座) - 殺陣アシスタント

- 舞台『アサルトリリィ・シュツルム』～サングリーズル編～ (2025年4月25日〜30日 かめありリリオホール) - アクションアシスタント [89]

### 映像
2020年
- MV斉藤秀翼『I HATE A SAD STORY』(2020年4月14日) - 殺陣師

### イベント
2024年
- 2.5次元 STAFF FESTIVAL オーベロントライアルシリーズ Vol.3 アクション(2024年5月1日、4日 シアターグリーン BIG TREE THEATER) - アクションアシスタント [90][91]

2025年
- 2.5次元 STAFF FESTIVAL vol.2 アクション×振付コラボ回 (2025年5月20日 シアターグリーン BIG TREE THEATER) - アクションアシスタント [92]

## 協力
2024年
- 映画『莉の対』 (2024年5月31日 日本公開) - 車両 [93]